# Anthela pudica
Anthela pudica là một loài bướm đêm thuộc họ Anthelidae được Charles Swinhoe mô tả đầu tiên năm 1902. Loài này có ở Úc.